# Kup Sedmorice 1934
La Kup Sedmorice ("coppa dei sette"), conosciuta anche come Jugokup ("coppa Jugo") oppure Takmičenje za zajednički pehar B.L.P.-a i Z.N.P.-a ("competizione congiunta delle sottofederazioni di Belgrado e Zagabria"), fu la principale competizione calcistica disputata nel Regno di Jugoslavia nel 1934.
Questo torneo divenne il sostituto del mancato Državno prvenstvo 1933-1934, che non si tenne a causa del mancato accordo fra le squadre sul format da tenere.
Dopo l'assemblea della JNS del 1º aprile 1934, quando fu finalmente determinato il format del nuovo campionato nazionale, i presidenti dei club di Belgrado e Zagabria si incontrarono per impostare un torneo di coppa nel periodo di pausa fino all'inizio della Prvi razred 1934-1935. Dopo che il programma fu determinato e venne raggiunto un accordo, il delegato della ZNP Avram Visnjic suggerì che i club dessero una certa percentuale per aiutare i club di classe inferiore. Dopo una breve discussione, i partecipanti decisero di detrarre il 3% del reddito lordo in un fondo per sostenere i club di classe inferiore.
Venne appunto creato un torneo fra le tre migliori squadre della sottofederazione di Belgrado e le tre migliori della sottofederazione di Zagabria, con l'aggiunta del Hajduk Spalato come settima protagonista.

## Formula
Il torneo si svolse con una formula insolita: le squadre dovevano sì incontrarsi in gare di andata e ritorno, ma quelle della stessa città (6 su 7) si incrociavano solo una volta ed alla vincitrice venivano assegnati 4 punti, mentre la differenza reti sarebbe rimasta quella reale.
Quindi solo l'Hajduk ha disputato tutte le 12 gare, ed una gli è stata data vinta a tavolino. Altre due gare (BSK-HAŠK e BASK-Concordia) non sono state disputate poiché nel frattempo era iniziata la Prvi razred 1934-1935 e la federazione ha assegnato la vittoria ai padroni di casa.

## Classifica
|  | Pos. | Squadra            | Pt | G  | V | N | P | GF | GS | QR    |
|  | ---- | ------------------ | -- | -- | - | - | - | -- | -- | ----- |
|  | 1.   | BSK Belgrado       | 20 | 12 | 9 | 2 | 1 | 34 | 12 | 2,833 |
|  | 2.   | Hajduk Spalato     | 16 | 12 | 7 | 2 | 3 | 31 | 22 | 1,409 |
|  | 3.   | BASK Belgrado      | 15 | 12 | 6 | 3 | 3 | 21 | 19 | 1,105 |
|  | 4.   | Concordia Zagabria | 12 | 12 | 6 | 0 | 6 | 24 | 27 | 0,888 |
|  | 5.   | Građanski Zagabria | 10 | 12 | 4 | 2 | 6 | 13 | 17 | 0,764 |
|  | 6.   | HAŠK Zagabria      | 6  | 12 | 3 | 0 | 9 | 17 | 24 | 0,708 |
|  | 7.   | Jugoslavija        | 5  | 12 | 1 | 3 | 8 | 10 | 29 | 0,344 |

## Risultati

### Tabellone
|                    | BSK  | BAS  | Jug  | Haj  | Con  | HAŠ  | Gra  |
| ------------------ | ---- | ---- | ---- | ---- | ---- | ---- | ---- |
| BSK Belgrado       | –––– | 3-3  | -    | 5-1  | 2-1  | 3-0  | 4-2  |
| BASK Belgrado      | -    | –––– | -    | 2-3  | 3-0  | 2-1  | 1-1  |
| Jugoslavija        | 0-6  | 0-2  | –––– | 1-1  | 3-2  | 2-3  | 1-3  |
| Hajduk Spalato     | 3-0  | 6-1  | 2-2  | –––– | 3-5  | 2-1  | 3-0  |
| Concordia Zagabria | 1-6  | 3-4  | 4-0  | 0-3  | –––– | 5-2  | 3-1  |
| HAŠK Zagabria      | 1-3  | 0-3  | 6-1  | 3-1  | -    | –––– | 0-2  |
| Građanski Zagabria | 0-2  | 2-0  | 0-0  | 2-3  | -    | -    | –––– |

### Tabellini
| Arbitro: | Aleksandar Tomić (Belgrado) |

|  |           |                    |
|  | Marcatori | 3’, 27’ M. Sekulić |

| Arbitro: | Milić (Belgrado) |

|                              |           |            |
| Tomašević 10’ M. Sekulić 80’ | Marcatori | 50’ Petrak |

| Arbitro: | Miljenko Podubsky (Zagabria) |

|  |           |                           |
|  | Marcatori | 14’ Glišović 38’ Šurdonja |

| Arbitro: | Marko Bilač (Spalato) |

|                       |           |                                 |
| Benčić 59’ Kragić 61’ | Marcatori | 23’ S. Milanović 79’ B. Sekulić |

| Arbitro: | Jovan Ružić (Belgrado) |

|              |           |              |
| Klisarič 15’ | Marcatori | 62’ Živković |

| Arbitro: | Živojin Pejić (Belgrado) |

|  |           |                                                            |
|  | Marcatori | 22’, 28’, 62’ B. Marjanović 11’, 84’ Živković 44’ Šurdonja |

| Arbitro: | Miljenko Podubsky (Zagabria) |

|  |           |                        |
|  | Marcatori | 53’ Živković 74’ Šipoš |

| Arbitro: | Miljenko Podubsky (Zagabria) |

|                                         |           |  |
| Žarković 13’, 25’ Kodrnja 80’ Pleše 89’ | Marcatori |  |

| Arbitro: | Borivoje Vasiljević (Belgrado) |

|                              |           |                             |
| Zečević 11’, 47’ Bakotić 47’ | Marcatori | 35’, 62’ Medarić 33’ Petrak |

| Arbitro: | Marko Bilač (Spalato) |

|                              |           |  |
| Lemešić 51’, 53’ Mikačić 86’ | Marcatori |  |

| Arbitro: | Avram Višnjić (Zagabria) |

|                                                  |           |                                     |
| Lolić 12’, 40’ Ivković 35’ (aut.) Valjarević 51’ | Marcatori | 4’ Pavlović 10’, 75’, 78’ Tomašević |

| Arbitro: | Stefan Čumpalov (Sofia) |

|                                                        |           |                             |
| B. Marjanović 27’, 77’ 39’ J. Živković 81’ Vujadinović | Marcatori | 19’, 63’ (rig.) A. Živković |

| Arbitro: | Butandžijev (Sofia) |

|              |           |            |
| Lojančić 38’ | Marcatori | 29’ Kragić |

| Arbitro: | Maks Amed (Belgrado) |

|                                                      |           |            |
| Marjanović 51’, 72’ Vujadinović 39’ Čulić 61’ (aut.) | Marcatori | 37’ Kragić |

| Arbitro: | Borivoje Vasiljević (Belgrado) |

|                 |           |                             |
| Lj. Popović 31’ | Marcatori | 28’, 79’ Weber 51’ Živković |

| Arbitro: | Miljenko Podubsky (Zagabria) |

|                               |           |          |
| Kornfeld 10’ Medarić 34’, 53’ | Marcatori | 80’ Reić |

| Zagabria 3 giugno 1934 | Građanski Zagabria       | 0 – 0 referto | Jugoslavija | Igralište Građanskog (2 000 spett.)\| Arbitro: \| Franjo Bažant (Zagabria) \| |
| Arbitro:               | Franjo Bažant (Zagabria) |               |             |                                                                               |

| Arbitro: | Maks Amed (Belgrado) |

|                                |           |                       |
| Zečević 10’ Milošević 44’, 77’ | Marcatori | 15’ Kodrnja 82’ Lolić |

| Arbitro: | Avram Višnjić (Zagabria) |

|                         |           |  |
| Kokotović 21’ Weber 41’ | Marcatori |  |

| Spalato 17 giugno 1934 | Hajduk Spalato          | – Interrotta al 40º minuto referto | BSK Belgrado | Igralište Hajduka (4 500 spett.)\| Arbitro: \| Vitomir Kraus (Spalato) \| |
| Arbitro:               | Vitomir Kraus (Spalato) |                                    |              |                                                                           |

La gara è stata interrotta al 40º minuto, dopo che Bakotić ha commesso un fallo su Stevović, poi colpito anche da Mikačić. Questo ha portato ad una ressa in campo, con l'arbitro costretto ad interrompere la partita espellendo questi tre giocatori, più Tirnanić. Il capitano del BSK Vujadinović è andato a protestare dal generale Knežević, dichiarando che il BSK abbandonerà la gara. L'arbitro ha atteso 5 minuti mentre il pubblico protestava, ed il presidente dell'Hajduk Piligoj, l'ingegnere Kaliterna ed il presidente della sottofederazione di Spalato Ivačič, sono intervenuti per chiedere ai giocatori del BSK di rientrare in campo. Al rifiuto dei belgradesi, la gara è stata definitivamente interrotta ed all'Hajduk è stata data la vittoria a tavolino.
| Arbitro: | Avram Višnjić (Zagabria) |

|            |           |                                  |
| Petrak 74’ | Marcatori | 2’, 40’ Šurdonja 62’ J. Živković |

| Arbitro: | Avram Višnjić (Zagabria) |

|  |           |                              |
|  | Marcatori | 28’, 65’ Lemešić 81’ Trumbić |

| Arbitro: | Stanojlo Joksić (Belgrado) |

|                                           |           |                                  |
| Vujadinović 12’ Stevović 53’ Šurdonja 61’ | Marcatori | 2’, 32’ Tomašević 48’ M. Sekulić |

| Arbitro: | Avram Višnjić (Zagabria) |

|                       |           |                              |
| Premerl 21’ Šipoš 74’ | Marcatori | 18’ Trumbić 27’, 32’ Lemešić |

| Arbitro: | Dušan Petković (Belgrado) |

|                            |           |                                   |
| Detlinger 11’ Pavlović 28’ | Marcatori | 44’ Rosić 77’ Lemešić 84’ Trumbić |

| Arbitro: | Antun Mlinarić (Zagabria) |

|                                                 |           |               |
| Kornfeld 1’, 82’ Petrak 7’, 20’, 56’ Horvat 77’ | Marcatori | 65’ Milošević |

| Arbitro: | Antun Mlinarić (Zagabria) |

|                                          |           |                      |
| Kodrnja 9’ Ralić 55’, 85’ Lolić 87’, 90’ | Marcatori | 5’ Medarić 45’ Jeren |

| Arbitro: | Mihajlo Popović (Belgrado) |

|                                           |           |                |
| Ralić 64’ Kodrnja 77’ Rajković 80’ (aut.) | Marcatori | 28’ Antolković |

| Arbitro: | Božidar Šitić (Spalato) |

|                                             |           |               |
| Kragić 9’, 17’, 62’ Rosić 78’, 81’ Žulj 88’ | Marcatori | 2’ M. Sekulić |

| Arbitro: | Antun Mlinarić (Zagabria) |

|  |           |                                         |
|  | Marcatori | 38’, 89’ Tomašević 75’ (rig.) Detlinger |

| Arbitro: | Božidar Šitić (Spalato) |

|                                        |           |                                                        |
| Kragić 22’ (rig.) Lemešić 71’ Žulj 89’ | Marcatori | 28’, 41’ Kodrnja 30’ Žarković ?’ (aut.) Čulić ?’ Fritz |

| Arbitro: | Jovan Ružić (Belgrado) |

|                          |           |           |
| Božović 40’ Šurdonja 70’ | Marcatori | 43’ Fritz |

| Arbitro: | Ante Kesić (Spalato) |

|                    |           |            |
| Žulj 2’ Kragić 44’ | Marcatori | 68’ Petrak |

| Arbitro: | Avram Višnjić (Zagabria) |

|                |           |                                                                           |
| Valjarević 21’ | Marcatori | 5’, 52’ Vujadinović 26’, 82’ B. Marjanović 65’ Glišović 66’ (aut.) Paviša |

```
Alle partite 
BSK Belgrado
-
HAŠK Zagabria
 e 
BASK Belgrado
-
Concordia Zagabria
 (previste in calendario rispettivamente il 1º e l'8 agosto 1934), rinviate e non più disputate, è stata assegnata a tavolino la vittoria 3-0 per le squadre di casa.
[
3
]
```